# 마지막 타석
《마지막 타석》(Tiger Town)은 미국에서 제작된 앨런 샤피로 감독의 1983년 영화이다. 디즈니 채널용으로 제작된 최초의 텔레비전 영화이자 스포츠 드라마 영화이다. 1984년 최고의 드라마 영화 부문으로 케이블에이스 어워드를 수상했다. 저스틴 헨리 등이 주연으로 출연하였다. 빌 영 역을 맡은 로이 샤이더가 출연한다.
영화 대부분은 디트로이트시의 타이거 스타디움에서 촬영되었다.

## 출연

### 주연
- 저스틴 헨리
- 론 맥라티
- 로이 샤이더
- 어니 하웰